# قائمة الكواكب الصغيرة العابرة لمدار أورانوس
 الكواكب الصغيرة:العابرة لمدار أورانوس هي كل كويكب أو كوكب صغير يعبر مداره مدار كوكب أورانوس (بالإنجليزية: Uranus-crosser). أي أن مدارتها تتقاطع مع مدار أورانوس .ويرد أدناه أرقام عابرات-أورانوس (اعتبارا من عام 2005). ومعظمها، إن لم يكن كلها قناطير.

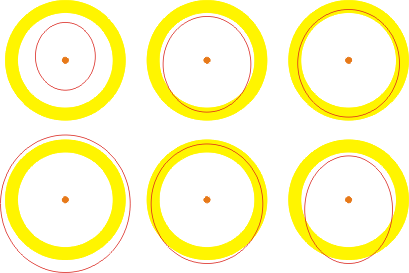
ملامسة-داخلية(¹): وسط, أعلى;
ملامسة-خارجية(^{2}): وسط, الجزء السفلي;
العابرة: يمين, الجزء السفلي;
مدار مشترك: يمين، أعلى

ملاحظات: † ملامسة-داخلية (رعاة); ‡ ملامسة-خارجية
- 2060 شيرون †
- 5145 فولوس
- 5335 ديموقليس
- 7066 نيسوس
- 8405 أسبولوس
- 10199 شاريكلو †
- 10370 هيلونوم ‡
- 20461 ديوريتسا
- (29981) 1999 TD10
- 42355 تيفون
- (44594) 1999 OX3
- 49036 بيليون
- 52975 سيلاروس
- 54598 بينور †
- 55576 أميكوس
- (65407) 2002 RP120
- 65489 سيتو
- (73480) 2002 PN34
- 83982 كرانتور
- (87555) 2000 QB243
- (88269) 2001 KF77 ‡
- قائمة الكواكب الصغيرة: 95001–96000